# Miquel-Lluís Muntané
Miquel-Lluís Muntané (Barcelona, 1956) é um escritor, sociólogo, musicólogo e jornalista em catalão. Seu trabalho literário abarca poesia, romance, ensaio e teatro. Foi professor na Universidade de Barcelona e presidente da Federació Catalana d’Associacions UNESCO. Tem colaborado com diferentes meios de comunicação culturais e em 2007 foi agraciado com o prêmio Climent Mur por sua boa labor no âmbito do associacionismo cultural.
A crítica destacou de sua poesia a capacidade de refletir sobre a condição humana a partir de uma observação dos detalhes. Isso, juntamente com um profundo conhecimento da língua e recursos literários, faz dele uma das vozes mais sugestivas de sua geração.
Como sociólogo, estudou a receção social da arte e movimentos associativos de cultura popular, num trabalho que desenvolveu através de artigos e conferências

## Obras
- L'esperança del jonc (poesia, 1980)
- Crònica d'hores petites (contos, 1981)
- Llegat de coratge (poesia, 1983)
- A influx del perigeu (poesia, 1985)
- De portes endins (teatro, 1987)
- Antoni Coll i Cruells, el valor d'una tasca (biografia, 1987)
- L'espai de la paraula (ensaio, 1990)
- Actituds individuals per la pau (ensaio, 1991)
- La penúltima illa (teatro, 1992)
- L'altra distància (poesia, 1994)
- Millor actriu secundària (romance, 1997)
- El foc i la frontera (poesia, 1997)
- UNESCO, història d'un somni (ensaio, 2000)
- Madrigal (contos, 2001)
- Migdia a l'obrador (poesia, 2003)
- La fi dels dies llargs (romance, 2005)
- La seducció dels rius (diário, 2006)
- Cultura i societat a la Barcelona del segle XVII (ensaio, 2007)
- Encetar la poma. Escrits sobre cultura (artigos, 2008)
- El tomb de les batalles (poesia, 2009)
- La hiedra obstinada (poesia, 2010)  ("L'altra distància" e "Migdia a l'obrador. Traduçao: J.A. Arcediano e A. García-Lorente)
- Hores tangents (poesia, 2012)
- De sèver i de quars. Apunts memorialístics 1981-1999 (memórias, 2015)
- Qualitats de la fusta (poesia, 2016)
- El moviment coral dins el teixit social català (ensaio, 2016)
- Frontisses. Mirades a una primavera (diário, 2018)
- Miquel Pujadó, el bard incombustible (biografia, 2019)
- Diu que diuen... (contos para criança, 2019)
- Horas tangentes (poesia, 2020) (traduçao)
- Passatges (poesia, 2020)